# Duplidentitermes
Duplidentitermes es un género de termitas isópteras perteneciente a la familia Termitidae que tiene las siguientes especies:
1. Duplidentitermes furcatidens
2. Duplidentitermes jurioni
3. Duplidentitermes latimentonis